# Vipiteno

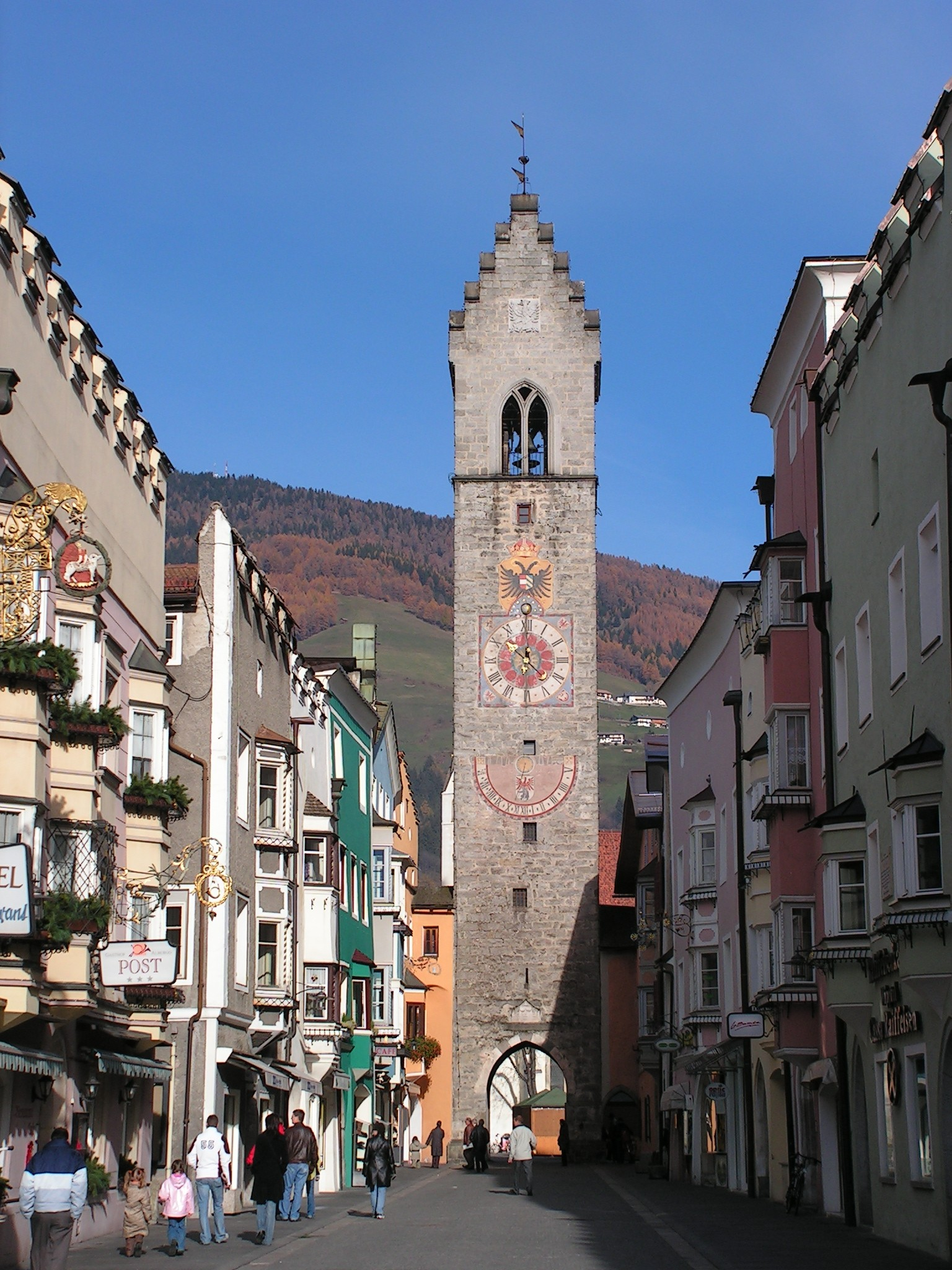
Torre delle Dodici (Zwölferturm) ở Sterzing.

Sterzing tiếng Ý: Vipiteno, archaic Sterzen; Archaic (1180) Sterzengum; Archaic (827): Uuipitina;, tiếng Latin: Vipitenum) là một đô thị ở tỉnh Bolzano-Bozen vùng Trentino-Alto Adige/Südtirol.
Theo điều tra dân số năm 2001 75% dân số nói tiếng Đức, 24,7% nói tiếng Ý và 0,3% nói tiếng Ladin.